# 859

## Събития
- Руският град Велики Новгород е споменат за първи път в хрониките